# Hôtel Fieubet
Hôtel Fieubet (též hôtel Combourg nebo hôtel Lavalette) je městský palác v Paříži v historické čtvrti Marais ve 4. obvodu. Nachází se na adrese 2 a 2 bis, Quai des Célestins. Palác je od roku 1928 chráněn jako historická památka.

## Historie
Palác byl postaven na místě hlavního vstupu do bývalého královského paláce Saint-Pol, který v roce 1519 prodal král František I. V roce 1587 nechal Raymond Phélypeaux d'Herbault (1560–1629), ministr Ludvíka XIII., postavit vlastní palác. V roce 1676 jej získal Gaspard Fieubet, kancléř královny Marie Terezie, dcery španělského krále Filipa V. Nový majitel nechal palác přestavět podle plánů Julese Hardouin-Mansarta. V roce 1816 byl palác přeměněn na cukrovar. Roku 1857 jej koupil hrabě Adrien de Lavalette (1813–1886), který jej nechal přestavět Julesem Grosem do novobarokního stylu. Přestavba však musela být v roce 1865 z finančních důvodů zastavena, upraveny byly proto zůstaly zejména fasády na ulici a na nádvoří. Od roku 1877 zde sídlí soukromá katolická škola École Massillon.
Fasády na nádvoří a na ulici jsou od 24. března 1928 zapsány na seznamu historických památek.